# Solariola vitalei
Solariola vitalei (лат.) — вид жуков-долгоносиков рода Solariola из подсемейства Entiminae. 

## Распространение
Встречаются в Италии, Сицилия (Peloritani Mountains, Messina и около вулкана Этна), на высоте от 0 до 800 м.

## Описание
Жуки-долгоносики мелкого размера с узким телом, длина от 2,15 до 3,10 мм, ширина надкрылий 1 мм, длина рострума от 0,35 до 0,45 мм, ширина до 0,30 мм. От близких видов отличается строением эдеагуса, узким телом, коротким рострумом, красновато- и желтовато-коричневым оттенком кутикулы. Основная окраска тела коричневая. Усики 11-члениковые булавовидные (булава из трёх сегментов). Глаза редуцированные. Скутеллюм очень мелкий. Коготки лапок одиночные. Встречаются в песчаных почвах. Предположительно ризофаги.

## Таксономия
Впервые был описан в 1923 году, а его валидный статус был подтверждён в ходе ревизии, проведённой в 2019 году итальянскими энтомологами Чезаре Белло (Cesare Bello, Верона, Италия), Джузеппе Озелла (Giuseppe Osella, Верона) и Козимо Бавьера (Cosimo Baviera, Messina University, Мессина). По признаку менее коренастого тела (соотношение длины и ширины надкрылий EL/EW = около 2,00) и отсутствию на пронотуме специализированных щетинок (echinopappolepida) включают в состав видовой группы Solariola paganettii трибы Peritelini (или Otiorhynchini).